# El Tormo (la Vilella Alta)
El Tormo és una muntanya de 368 metres que es troba al municipi de la Vilella Alta, a la comarca catalana del Priorat.